# Radostín (district de Žďár nad Sázavou)
Pour les articles homonymes, voir Radostín.
Radostín (en allemand : Radostin) est une commune du district de Žďár nad Sázavou, dans la région de Vysočina, en République tchèque. Sa population s'élevait à 153 habitants en 2020.

## Géographie
Radostín se trouve à 6,5 km au sud-est de Ždírec nad Doubravou, à 11 km au nord-ouest de Žďár nad Sázavou, à 35 km au nord-est de Jihlava et à 153 km au sud-est de Prague.

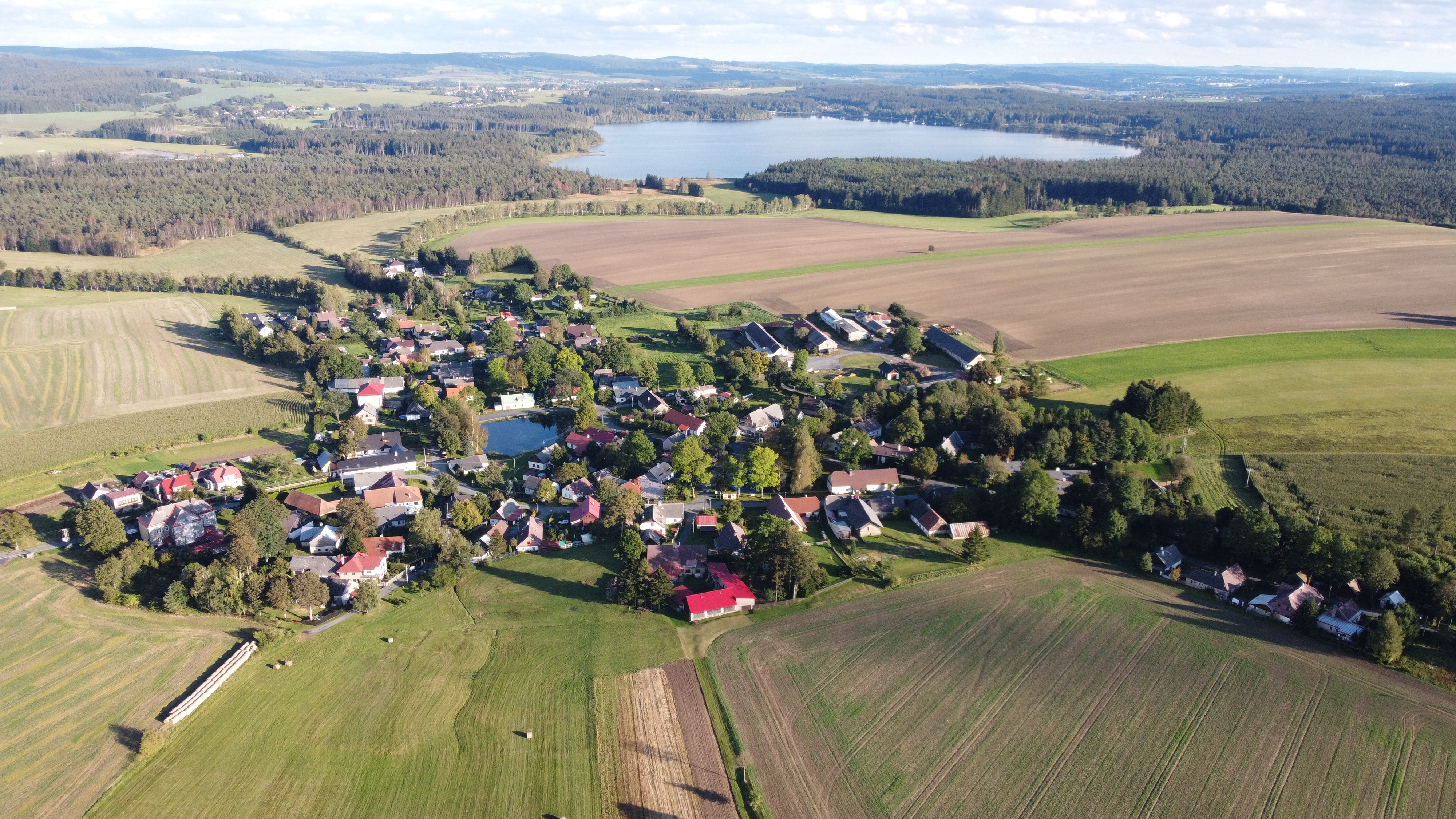
Radostin : vue aérienne oblique.

La commune est limitée par Ždírec nad Doubravou au nord, par Vojnův Městec au nord-est, par  Polnička à l'est et au sud-est, par Račín et Vepřová au sud, et par Havlíčkova Borová à l'ouest.

## Histoire
La première mention écrite de la localité date de 1454.

## Transports
Par la route, Radostín se trouve à 8 km de Ždírec nad Doubravou, à 14 km de Žďár nad Sázavou, à 47 km de Jihlava et à 153,5 km de Prague.